# Musta Pörssi
Musta Pörssi (finska för "svarta börsen") var en finländsk hemelektronikkedja med 55 varuhus över hela Finland. Ägare var Keswell som ingår i Kesko.
Musta Pörssi stängdes 2015.